# コトゥジッツの戦い
コトゥジッツの戦い（独：Schlacht bei Chotusitz）は、1742年5月17日にプロイセンとオーストリアとの間で行われたオーストリア継承戦争における会戦である。ホトゥジッツの戦いと読まれることもあり、また別にチャスラウの戦い（Schlacht bei Czaslau）とも呼ばれる。プロイセン軍が勝利した。

## 背景

### 42年春の戦況
1742年春、メーレンでの作戦を断念したプロイセン軍はベーメン北東部に撤退し、兵を休息させるとともに本国からの増援を受けて戦力を再編した。フリードリヒ大王はこのままエルベ川の線を保持してプラハのフランス軍と連絡を保つつもりだったが、一方でブロイとの連携不調やザクセンの戦線離脱に嫌気がさして単独講和の道を探り出し、ポデヴィルスに、以前から働きかけを受けているイギリスを介してのオーストリアとの和平交渉の再開を命じていた。
対してオーストリア軍を指揮するカール公子とケーニヒスエッグは、メーレンを回復した後、北西に進んでプロイセン軍とプラハの連絡を断ちつつ、東からプラハを攻撃することを決定した。ザクセン軍が撤退した結果サザワ川に防衛戦力は残っておらず、オーストリア軍は抵抗なく進軍を行い、先行するフザール部隊の一部はエルベ川に達してプロイセン軍の設置した中継基地を脅かした。
オーストリア軍の動きを見て大王はプラハとの連絡を維持するために一戦を決意し、プロイセン軍はクルディムに集結した。オーストリア軍のフザールがコリーンの橋を占領したとの報告を受けて、大王は敵より先にクッテンベルクを占領してエルベ南岸からオーストリア軍を排除し、基地を守らなければと考え、5月15日、全軍の三分の一、約1万の軍を率いて先にクルディムを出発し、残りの主力部隊は若デッサウが補給隊列とともに指揮して大王の後を追うこととした。

### 両軍の機動
同日、クッテンベルクへ向かう途中の大王はポードホーツァンの丘から、南のヴィリモウにオーストリア軍数千の軍勢の姿を認めた。大王はこの部隊を、モルダウ方面からやって来て、南東にいるであろうカール公子軍と合流を図るロプコヴィッツの部隊であろうと考え、若デッサウにヴィンターフェルトを送り夜明けとともにチャスラウへ向かえと命じた。大王は行軍を中止して防御態勢を取らせ、奇襲を警戒して兵は上着を着、銃を持ったまま眠りについた。
このオーストリア軍は、西からではなく東からやって来た、カール公子軍の前衛であった。カール公子軍は大王の認識よりも早く西進しており、モルヴィッツの戦いのときとは違って十分に編成された軍を率いるカール公子は戦力に自信を持っていた。カール公子はヴィリモウからプロイセン軍を見て攻撃を望み、翌朝早くにより北のローノウに行軍することにした。カール公子はすぐ近くに若デッサウのより有力な軍がいることを認識していなかった。
5月16日、ヴィリモウからオーストリア軍が消えたと報告を受けた大王は、ロプコヴィッツはこちらを回避して東へ去ったと考え、シュメッタウを派遣して若デッサウに、チャスラウに着いたら北西に陣取り、クッテンベルクから大王軍と連絡線を接続してエルベ経由の補給を受けつつオーストリア軍のクッテンベルクへの進路を塞げと命じ、大王軍はそのままクッテンベルクに向かった。
補給部隊を切り離して行軍を始めていた若デッサウは、新しい命令を受け取りつつ大王軍の後を追ってポードホーツァンに達し、そこを占拠していた敵の軽歩兵を砲で追い払ったが、直後すぐ近くのローノウにカール公子軍本隊がいるのを発見した。プロイセン軍の斥候はヴィリモウを偵察はしたが、そこから北に行軍するカール公子軍を発見し損ねていた。
若デッサウは優勢な敵軍を目前に控えてこのままでは危ういと判断し、すぐに自軍に合流するよう大王に報告するとともに、チャスラウへの先着は難しいと見てその北のコトゥジッツに向かって休みなく行軍した。チャスラウ周辺にはすでにオーストリア軍の軽騎兵、軽歩兵が展開していて、これを押しのけながらの行軍はプロイセン軍にかなりの時間を要させた。一方のカール公子軍では、突如出現した若デッサウ軍の兵力が不明で、地形的にもローノウから北に向けては攻撃が困難と判断し、攻撃を見送った。
夜、コトゥジッツ村周辺を確保した若デッサウ軍は、その北に陣地を敷き、シュヴェリーン連隊を村の中に入れた。最初に送った伝令がオーストリア軍に捕らえられたために大王軍からの返事がなく、若デッサウはビューロウを使者に送って再度合流を求め、また食糧を携行して来なかったのでその補給を求めた。腹を空かせた兵士は薄い麦粥を啜ってその場をしのいだが、オーストリア軍の軽歩兵が周辺をうろついて彼らの休息を妨害しようとした。
このころ大王軍は、カール公子軍との距離にまだ余裕があると見ていたので、クッテンベルクを占領したあとコリンに兵を送ってエルベ川からの補給路を開設するなどしていたところで、深夜にビューロウが到着して若デッサウの危機を報告したことでようやく大王は実際の状況を認識した。大王は当座の食糧をすぐコトゥジッツに進発させ、軍は夜明け前に出発して朝の合流を図ることにした。
一方カール公子は、ナーダジュディのフザール部隊からプロイセン軍はクッテンベルクに宿営しているとの報告を受け、これに攻撃をかけるべく夜間行軍を行うことにした。オーストリア軍はローノウの陣地に車両やテントを残し、チャスラウへ行軍した。うまくいけば、モルヴィッツの戦いのときナイペルクが突然の敵の出現に直面したようにプロイセン軍に予期しない攻撃をかけることが出来るはずだった。
5月17日早朝、カール公子軍はチャスラウに到着し、さらにここからクッテンベルクに向かうためチャスラウの町を通り抜けていた。しかし午前5時ごろ、オーストリア軍先鋒部隊はチャスラウの北を流れるブルシュレンカ川付近で若デッサウの警戒部隊と接触し、これと交戦した。オーストリア軍は16日の遭遇の後も若デッサウ軍の位置を把握していなかったのでこの接触は予定外で、カール公子とケーニヒスエッグは戸惑ったが、計画を変えて目前の敵を攻撃することにした。オーストリア軍はコトゥジッツ目指して北上するが、ブルシュレンカ川の渡河に手間を要して結局攻撃準備が整う頃には朝になってしまっていた。こうしてカール公子は敵が分散しているうちに攻撃する機会を逃した。

## 戦闘

### 展開

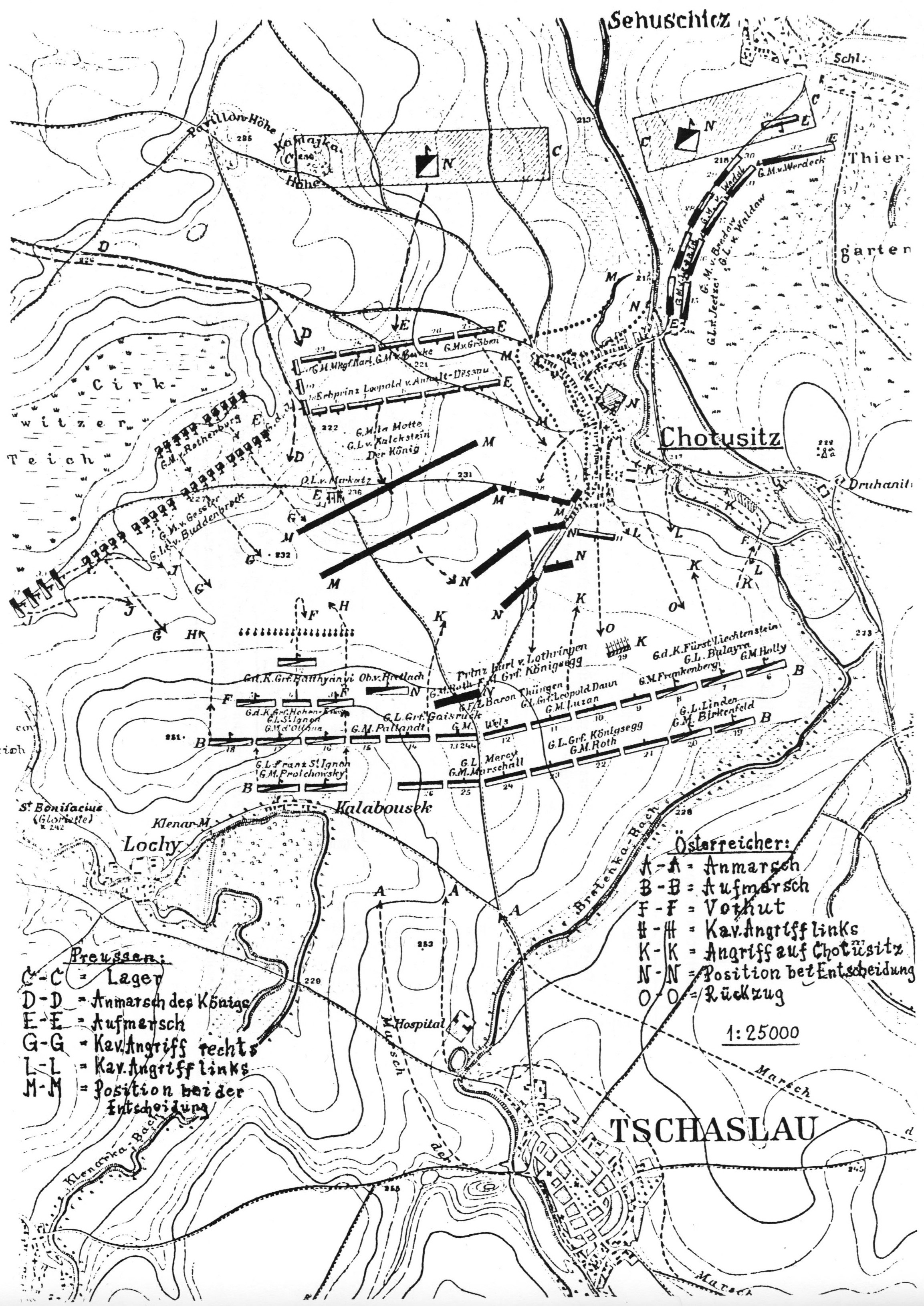
地図

午前5時、ノイホフに集結した大王軍はコトゥジッツに向けて駆け足での強行軍を開始した。コトゥジッツの若デッサウは夜明けとともに到着した糧食馬車の中身を兵に配っている間に丘の上から偵察を行い、オーストリア軍の複数の縦隊が接近して戦列を形成していく様子を観察した。
コトゥジッツとチャスラウの間にはブルシュレンカ川が南西から北東にかけて走っているほかに、西にはクレナウカ川、東にはドプロヴァ川がそれぞれ南北に流れており、戦場の範囲を限定されたものにしていた。コトゥジッツの西には丘を挟んで大きな池があり、村の東はすぐブルシュレンカ川に面していて、この川の周囲は湿地帯になっていたから戦闘には不適な地形だった。若デッサウは池を右翼端、ブルシュレンカを左翼端と定め、丘の上に重砲を引き上げて丘の背後、池との間にブッデンブロークの騎兵軍団を置き、丘から村にかけて歩兵戦列の形成を開始させた。左翼にはヴァルドウの騎兵軍団を配置したが、ブルシュレンカの地形のため、コトゥジッツの後背から北のゼーウシュィッツにかけて南北の方向に整列しなければならなかった。
若デッサウは配置を大王に報告し、大王軍は戦場に到着後そのまま若デッサウ軍の戦列の後ろに走り込んで第二戦列を形成することにした。このとき若デッサウはコトゥジッツの村を屈折した戦列の支点にするつもりだったのであるが、左翼歩兵戦列を指揮するイェーツェは若デッサウの采配を誤解し、村の南の高所に戦列を形成してしまった。このため左翼歩兵はカルクシュタインの右翼歩兵やヴァルドウの騎兵軍団から村を後背に置いた分だけ前方に突出したかたちになった。
午前7時半ごろ、大王軍は池の北から文字通り戦場に駆け込んで来て、そのまま若デッサウ軍の後ろに滑り込んで戦列に加わった。若デッサウと会同した大王は戦場を視察し、接近してくるオーストリア軍の様子を偵察した。

### プロイセン軍騎兵の突撃
このころオーストリア軍は戦列を形成し終えてコトゥジッツに対し前進を開始していた。しかしプロイセン軍砲兵の射程内に入るとその砲撃を受けてオーストリア軍の前衛は動揺し、バッチャーニの前衛軍団は砲火を避けるために後退した。そのためオーストリア軍左翼への攻撃を遮るものはなくなった。この様子を見て大王はブッデンブロークに突撃を命じた。モルヴィッツの戦いのあと、大王は自軍の騎兵に猛訓練を課してその改善に努め、また騎兵の運用について意識を改めてこちらから積極的に攻撃させることでオーストリア軍騎兵に勝つことを目指していた。
午前8時ごろ、ブッデンブローク騎兵軍団は池の南からオーストリア軍左翼騎兵に対して斜めに突撃した。ゲスラーの胸甲騎兵はホーエネムス騎兵軍団の第一戦列に首尾よく突撃して敗走させることに成功したが、再集合をかけるうちに正面と側面からそれぞれホーエネムスの第二戦列とバッチャーニの胸甲騎兵に逆襲され、今度は自分たちが敗走した。
ゲスラーの第一戦列に続くローテンブルクの竜騎兵第二戦列は、突撃の際に左に傾いてしまい、オーストリア軍の歩兵戦列の前に出てしまった。ローテンブルクはそのまま突撃をかけたが歩兵戦列はよく持ちこたえてこれを押し返した。そのうちにオーストリア軍の騎兵がローテンブルクの後背を突き、ローテンブルクの竜騎兵も敗走して、ローテンブルクは腕や胸を斬られた。
最後に突撃してきたプロイセンの緑色軽騎兵が、味方の騎兵をその混乱から救おうとした。彼らは大王が騎兵戦力強化のために編成した期待の新鋭であったが、味方に知られていない緑色の制服を着ていたので一部の騎兵は敵に後ろを取られたと思って余計混乱した。それでもプロイセン軍騎兵は多少とも持ち直し再び敵兵を求めて馬を走らせた。戦闘の開始された結果池の南から南東の一帯は土埃がはげしく舞い上がって著しい視界不良に陥り、戦闘の決着がなかなか着かなかったのでしばらくその状態が続いた。そのため両軍の騎兵指揮官はうまく部隊を集合させることが出来ず、騎兵たちは各個ばらばらになって戦闘を継続した。
一方、西での戦闘に続いて東でも騎兵による戦闘が行われた。コトゥジッツの東から南東にかけてはブルシュレンカ川の湿地帯のために騎兵の戦闘には不適切な地形だったうえに、敵に突撃するためにはその川を越えなければならないからその分敵に時間を与えることになるが、モルヴィッツの恥を雪がねばならないと思うヴァルドウは不利にかまわず敵を攻撃することし、ブレドウの胸甲騎兵3個連隊でもって突撃した。
リヒテンシュタインのオーストリア軍右翼騎兵はこれを迎え撃ち、対抗突撃をかけてヴァルドウを打ち破った。3個の胸甲騎兵連隊のうち、前列の2個連隊はたちまち粉々にされ、ヴァルドウは重傷を負って戦場に転がされた。リヒテンシュタインの騎兵に加えて、バッチャーニのワラキア人部隊が中央からプロイセン軍騎兵の右側面を突こうとし、後列のプリンツ・プロイセン連隊はなんとか部隊としてのまとまりを維持したまま、前列の生きのこりを引き寄せてオーストリア軍の騎兵戦列を突破し、というよりは命辛々に切り抜けて、そのままオーストリア軍歩兵戦列の後ろをぐるりと回って、西のオーストリア軍左翼騎兵を後ろから押しのけてブッデンブロークの味方騎兵に合流した。この突撃に参加した3個連隊はこの過程で兵の半数を失ったとされる。ブレドウに続こうとしていた第二戦列のヴェルデックの竜騎兵は展開を終える前にオーストリア軍騎兵の攻撃を受けてコトゥジッツの後方に追い返された。

### コトゥジッツ村の攻防
ヴァルドウの突撃が失敗に終わった後、オーストリア軍騎兵はコトゥジッツの東からプロイセン軍戦列の左翼側面を脅かし、イェーツェは敵騎兵が入り込んでくるのを防ぐために戦力を左翼に回さねばならなかった。しかしそうすると今度はイェーツェの右翼、プロイセン軍中央が弱くなり、ギャップを隠すことが出来なくなった。カール公子とケーニヒスエッグはコトゥジッツの歩兵戦列が突出しているうえに配置が落ちつかないのに目を付けて、ここに主攻をかけると決めた。コトゥジッツの南に砲列が敷かれて丘の上のプロイセン軍に砲撃が行われ、歩兵戦列は両翼からイェーツェを押し包むべく攻撃前進を開始した。
このころ、戦場の西では両軍騎兵の決着が未だに着かず、大王はブッデンブロークの成功を待って右翼歩兵を待機させているところだった。オーストリア軍が左翼に対して攻撃に出たとの報告を受けた大王は、歩兵軍団を左右に分割することにし、左翼の指揮を若デッサウに預けて敵の攻撃を跳ね返せと命じた。若デッサウは第二戦列のヴェーデル旅団を中央に押し出してオーストリア軍に対抗し、また左翼側面を伸ばすために1個大隊を割いて村の中に入れた。
コツゥジッツ南面のプロイセン軍歩兵は高地を占めていたこともあって数に勝る敵に対して良く戦ったが、オーストリア軍歩兵もモルヴィッツにおけるほど弱体ではなく、また重砲の砲撃に晒されていたこともあってだんだんと後退し始めた。このときプリンツ・レオポルト連隊付き従軍牧師のゼーゲバルトという人物は、銃弾の飛び交う中に姿を現わして兵たちに、神と王の名のもとに踏みとどまれとアピールした。プロイセン兵は、後退を余儀なくされるにしても頑強に抵抗し、戦死者続出にもかかわらず崩れなかったので、カール公子は敵を押しのけるために手持ちの歩兵戦力を次々投入した。
コトゥジッツの東では、オーストリア軍騎兵がプロイセン軍騎兵の排除に取りかかった。ヴェルデックの竜騎兵はこれを食い止めようとしたが敵わず、ヴェルデックは戦死し、配下の竜騎兵は散り散りになって村の中やその西側に後退した。ゼーゲハルトは馬に乗って戦場を巡り、彼らに再度戦列を形成するよう呼びかけた。プロイセン軍騎兵を排除することに成功したオーストリア軍騎兵はついにコトゥジッツの北からプロイセン軍戦列の背後に回り込むことに成功した。ところがコトゥジッツの背後には若デッサウ軍の空陣地があって、そこに入り込んだ騎兵たちは略奪に走って行動をストップしてしまった。彼らは南で依然奮闘中のプロイセン軍を背後から攻撃することをせず、また西の方向にはまだ健在なプロイセン軍歩兵がいることに注意を払わなかった。
午前9時ごろ、若デッサウのプロイセン軍左翼はオーストリア軍の猛攻に押されていた。オーストリア軍は南に加えて東からコトゥジッツ村に攻撃をかけ、中に突入したオーストリア軍と抵抗するプロイセン軍のあいだで熾烈な白兵戦が展開された。オーストリア軍は建物に拠って抵抗するプロイセン兵を追い出すために家屋に火をつけ、炙り出されたプロイセン兵はコトゥジッツの西や北に逃げた。が、しばらくするとコトゥジッツ村全体に火が回ってオーストリア兵も中に居られなくなり、プロイセン軍はこれを壁として利用することができた。さらにこのとき火のついた村からは煙が盛んにあがり、銃火によって生じる黒煙とともに周辺に漂って戦場の視界を悪くした。この煙は戦闘の効率を下げ、結果的にオーストリア軍に悪く作用した。若デッサウは村から逃げ出した兵士を再編成して戦列を組ませ、引き続き左側面の守りとして村に対置させ、右翼の歩兵は村の真西に後退させたうえでこれと連結し、プロイセン軍は今一度戦列を保ってオーストリア軍の攻撃を跳ね返そうとした。

### プロイセン軍主力の攻撃
午前9時半ごろ、戦場の西側ではようやく騎兵同士の戦闘に決着がつこうとしていた。オーストリア軍騎兵はプロイセン軍騎兵を徐々に圧迫し、ついに敗走に転じさせることに成功した。耐えられなくなったプロイセン軍騎兵は池の南からクッテンベルクの方向に逃走し、オーストリア軍騎兵はこれを追った。一方の東側では、戦況有利を確信するカール公子とケーニヒスエッグが若デッサウの歩兵を屈服させようと歩兵戦力の大半をコトゥジッツ周辺に投入していた。このためオーストリア軍は左翼に対する備えが疎かになっていたが、オーストリア軍はプロイセン軍歩兵の配置をよく把握せず、また目前の戦闘に集中するあまり左翼への配慮を怠った。
この戦場において、南から攻めたオーストリア軍は、間にある丘やコトゥジッツ村、そして若デッサウの左翼戦列に遮られて、その後背にどれだけのプロイセン軍戦力が残っているのかが見えていなかった。カール公子は若デッサウの猛烈な抵抗から、彼は相当の戦力を有すると見込むだけだったが、しかしこのときオーストリア軍歩兵のほぼ全力が投じられていた相手は、プロイセン軍歩兵のおよそ三分の一に過ぎなかったのである。
このとき大王は、ブッデンブロークの成功を待って進撃する予定であったので、その騎兵が敗走してしまうと当てが外れた格好になった。しかしオーストリア軍の左翼騎兵は敗走したプロイセン軍騎兵を追って行ってプロイセン軍歩兵への攻撃はせず、またオーストリア軍歩兵の左翼を援護することも自ら放棄していった。この様子を見た大王は決断を下し、オーストリア軍への攻撃を開始した。
午前10時半ごろ、大王率いる歩兵21個大隊はついにその姿を現してオーストリア軍左翼側面目掛けて攻撃前進を開始した。まったくの新手であるこの歩兵戦列は体力も気力も充分にあり、機械のように整った戦列で素早く前進、多数の3ポンド大隊砲の援護のもとにオーストリア軍の左翼側面を直撃した。圧倒的に優勢なプロイセン軍の攻撃を受けて左翼のオーストリア軍歩兵は崩れて中央に押し込まれ、オーストリア軍はそのまま東の方向に押しつぶされはじめた。
大王の攻撃に合わせて若デッサウも総反撃を命じた。二方向からの総攻撃がオーストリア軍にかけられて、オーストリア軍は優勢だったはずの状況から一転して破局に追い込まれた。どんどん東に前進してくる大王の戦列によってチャスラウへの退路を断たれそうな勢いであったため、カール公子とケーニヒスエッグはすぐの撤退を決断し、オーストリア軍は総退却に移行した。オーストリア軍はブルシュレンカの橋に後衛を置いて味方の撤退を援護させ、午後0時ごろには大方の部隊は川を渡り、先回りされることなくチャスラウ経由で撤退することが出来たが、コトゥジッツに取りついていた一部の部隊はそのままドプロヴァ川を渡って東に逃げるしかなかった。プロイセン軍の生き残っていた騎兵は戦場での追撃に移ることが出来、戦果を拡大した。

## 結果

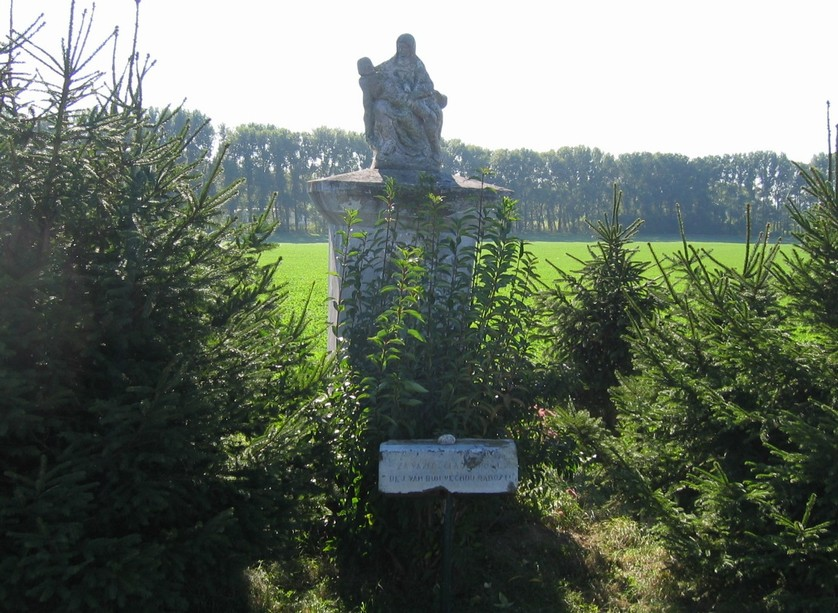

コトゥジッツの戦いに勝利した後、プロイセン軍陣営ではシュメッタウが、ただちに大規模な追撃をかけるべきと進言した。しかし大王は「君はまったく正しいが、しかし私は彼らをあまりひどく傷めつけたくない」と言ってこの意見を採用せず、小規模な部隊を短距離の追撃に出すだけにとどまった。これはプロイセン軍がその騎兵戦力をひどく失っていたことや、兵の疲労が甚だしいこと、周辺にはまだオーストリア軍の軽騎兵部隊がうようよしていることなどが理由としてあったが、なにより、大王にはこの勝利によってオーストリアに講和をのませることが出来るだろうという見通しがあった。大王には、自軍が離脱した後の戦場でフランス軍に楽をさせてやろうという気はなかった。大王はその日のうちに功労第一である若デッサウを元帥に昇進させ、その武勲を讃えた。
一方の敗北したオーストリア軍は、撤退後そのままプロイセン軍に対峙するのを諦めてドイッチュブロートでサザワ川を南に渡り、モルダウのロプコヴィッツの部隊との合流を目指して南下した。コトゥジッツの戦いから2、3日のあいだにプロイセン軍の陣地には600人以上のオーストリア軍の脱走兵が逃げ込んできて、大王にその士気の低下を窺わせた。
この戦いはモルヴィッツのようにケチのつくことのないはっきりとしたプロイセンの勝利であり、同時に大王の軍事的才能が初めて試された戦いでもあった。モルヴィッツの戦いでは大王は途中退出していて果たした役割は限定的であり、実質的にはこの戦いが大王が軍指揮官として経験した初めての戦いとなった。勝敗を決したのは決定的なタイミングでオーストリア軍左翼を突いたプロイセン軍主力の攻撃であったが、Showalterによれば、このとき大王は初めからこれを意図して歩兵を待機させておいたのだという見方は参謀本部戦史の後解釈であるという。
「両軍の将軍はともに有罪とすべきミスを犯したが、これらをよく考察すれば将来同様の失敗を回避することが出来るであろう」と大王は後に書いて、この戦いの批評を試み、いくつかの点を指摘した。そもそもケーニヒスエッグはプロイセン軍への奇襲を目的としているはずであったのに、チャスラウを攻撃してみたり、夜中、軽歩兵にいたずらに若デッサウの警戒部隊を攻撃させたりして若デッサウに情報を与えたのはどういうことかと大王は批判し、また、日の出とともに若デッサウ軍を攻撃して然るべきところ、8時まで時間をかけてみすみす大王の軍を合流させたり、戦場の中間にあった丘を素早く占拠すべきであったのにプロイセン軍に委ねたり、コトゥジッツ村に火をつけたから東から若デッサウの戦列側面を攻撃することが出来なくなったし、右翼に意識を集中しすぎて左翼を放置していた等々とその問題点に言及している。「かくして彼は手に掴もうとしたその瞬間に勝利を逃し、降伏の恥辱から逃れるために自身が敗走せざるを得なくなっていることを悟った」
プロイセン軍については、まず大王は自身が先行部隊を率いるべきではなく他の者に任せて本隊を把握すべきであったとしている。そのうえで、若デッサウの統率のいくつかを取り上げて批判し、第一に若デッサウは夜に前哨や警戒部隊に対して行われた戦闘にもっと注意を払っているべきで、夜中から敵の攻撃に備えるべきであったとしている。そしてコトゥジッツの南東にあるシュピーシュラウの農場に兵を入れて左翼の守りとすべきであったとする。そうすれば左翼騎兵はブルシュレンカ川に煩わされずに済んだであろうし、対してコトゥジッツは小さい村で、拠点として使えるのは教会ぐらいだがその教会も木造の家屋に囲まれているから火をつけられると抵抗できず、会戦においてあまり役に立たなかったといい、コトゥジッツに戦列を設けたのは間違いだったと大王は論評した。そもそもコトゥジッツが戦場になったのは、朝にオーストリア軍の前進を確認した後ではより南に展開する時間的余裕がなかったからで、それは事前に若デッサウが攻撃の可能性を軽視していた結果に他ならないのだという。
大王はこれらの戦術上の弱点を撥ね退けて勝利に貢献した自軍の兵の優秀さを称賛した。また、プロイセン軍の騎兵は、最終的には一歩及ばなかったとはいえ、モルヴィッツの失敗からは大幅な進歩を見せた。対してオーストリア軍では、十分な態勢で戦ったにもかかわらず敗れたことで、自軍にはいろいろ問題が多いのではないかという見方が一部に出てきた。リヒテンシュタインはとくに砲兵分野で差がつけられていると感じ、こののち私財を投じて砲兵の改革に取り組むことになる。軍全体の本格的な改革はまだまだ先の話であったが、後にその改革を主導することになるダウンは、この戦いで戦闘焦点にあって指揮を取り、敵の猛砲火にもたじろぐことがなかったとして高い評価を受けた。
コトゥジッツの戦いとほぼ同時期の5月後半、モルダウ方面ではブトヴァイスからロプコヴィッツ軍が西岸フラウエンベルクに攻撃をかけたが、ブロイは援軍を引き連れて駆けつけザッハイの戦いによってこれを打ち破った。このころようやくフランクフルトから戻って来ていたベル＝イルは、いまこそオーストリア軍をベーメンから叩き出す好機と考え、大王の陣営を訪れて共同でモルダウ東岸へ攻勢をかけることを提案した。しかし、大王は戦力減少と補給難を理由にして提案を断った。この理由は半分本当のことであったが、このころもう大王はフランス軍と共同作戦を行うつもりはなかった。
マリア・テレジアは2つの敗北によって、2つの勢力を同時に相手にするのはやはり無理だということを痛感した。このころ頼みのイギリスがようやく大陸への派兵に本腰を入れ始めたところであったが、そのイギリスはオーストリアにずっとプロイセンとの講和なくしては戦争の勝利はおぼつかないと説き続けており、またオーストリアへの援助の条件として要求してもいた。こうしてついにマリア・テレジアはシュレージエンの割譲に同意し、ブレスラウ条約によって両国は講和して第一次シュレージエン戦争は終結した。プロイセンはついに念願のシュレージエンを獲得し、フランス軍を置き去りにしてすみやかにベーメンから撤退した。